# Daria Pikulik
Daria Pikulik (Skarżysko-Kamienna, voivodat de Santa Creu, 6 de gener de 1997) és una ciclista polonesa especialista en el ciclisme en pista. Professional des del 2017, actualment a l'equip Human Powered Health. Ha participat en els Jocs Olímpics de 2016, 2020 i 2024. Fou medalla d'argent en els Jocs de 2024 en la categoria òmniun¡m de ciclisme en pista.

## Palmarès en pista
- 2015
  -  Campiona del món júnior en Puntuació
  -  Campiona d'Europa júnior en Òmnium
- 2024
  -   Medalla d'argent en Òmnium

## Palmarès en carretera
- 2022
  - 1a a l'Argenta Classic-2 Districtenpijl
- 2023
  - Vencedora d'una etapa al Santos Women's Tour
  - Vencedora d'una etapa al Tour de Bretanya
  - 1a a la Kortrijk Koerse
  - Vencedora de dues etapes al Tour de l'Ardecha
  - 1a al Tour de Guangxi
- 2024
  - 1a a la Volta a Mouscron
  - 1a a l'Argenta Classic-2 Districtenpijl

### Resultats a les Grans Voltes

#### Giro d'Itàlia
- 2023: abandona a la 6a etapa

#### Tour de França
- 2024: abandona a la 4a etapa